# Desaparición de Ashley Summers
Ashley Nicole Summers (Cleveland, Ohio; 16 de junio de 1993) era una joven estadounidense de 14 años que desapareció cerca de su casa, en Cleveland, a principios de julio de 2007. Años después de los hechos, su paradero sigue siendo desconocido, ya que no ha habido ningún avistamiento verificado de Summers desde su desaparición.

## Desaparición
Summers fue vista por última vez alrededor de las 18 horas del 4 de julio de 2007, en la zona de la calle 96 Oeste y la avenida Madison de Cleveland. Ese mismo día, Summers fue a una fiesta en la piscina en la que era la única invitada. Tras pasar unas horas nadando en la piscina, decidió visitar a su tía Christina, que vivía a 10 minutos a pie de la piscina, pero nunca llegó. Como se quedaba a menudo con sus familiares, su desaparición pasó desapercibida hasta dos días después.
Su tío abuelo Kevin Donathan dijo que habló con Summers la mañana del día de su desaparición. Donathan cogió el teléfono de Summers y lo rompió, privando a Summers de su capacidad para contactar con su familia o amigos.
En el momento de su desaparición, Summers tenía un tatuaje de un corazón y la palabra "Gene" en referencia a Gene Gill, un chico con el que estaba saliendo en ese momento.

## Investigación
Inicialmente se consideró que Summers se había fugado, debido a su historia con su familia en las semanas previas a su desaparición, incluyendo el acto de rebeldía de hacerse un tatuaje sin el permiso de su madre. Aun así, una semana después de la desaparición de Summers, su familia se unió para buscar a la chica por el barrio y sus alrededores. Más tarde, el FBI especuló con que podría haber sido secuestrada y que su desaparición podría estar relacionada con las de Amanda Berry y Gina DeJesus, que desaparecieron en Cleveland en 2003 y 2004, respectivamente.
El 6 de mayo de 2013, Amanda Berry y Gina DeJesus fueron encontradas vivas y rescatadas de una casa de la avenida Seymour. La policía también encontró a una tercera cautiva, Michelle Knight, que llevaba desaparecida desde 2002. Aunque Berry y DeJesus eran conocidas casi desde su desaparición, Knight recibió muy poca, o ninguna, atención antes de su rescate y estuvo ausente de la base de datos de personas desaparecidas del FBI durante la mayor parte del tiempo que pasó en la casa. Inicialmente se especuló con que Summers podría haber estado también cautiva en esa casa, pero nunca se encontraron pruebas de ello.
El 16 de junio de 2013, familiares y amigos de Summers celebraron su vigésimo cumpleaños repartiendo volantes y soltando globos en la calle 110 Oeste y la avenida Lorain.
El 7 de noviembre de 2018, la policía y el FBI visitaron la avenida Holmden, un lugar que se sabe que Summers visitaba. Las autoridades buscaron detrás de una casa en la avenida Holmden, y descubrieron nueva información sobre las posibles horas y lugares en los que Summers podría haber sido vista antes de su desaparición.

## Informes de avistamientos
En agosto de 2007, un mes después de la desaparición de Summers, su familia recibió una llamada telefónica de una chica, que se cree que es la propia Summers, diciéndoles que no se preocuparan y que estaba a salvo.
A principios de 2015, hubo rumores de que Summers había sido vista en un cajero automático en Rhode Island. Los rumores fueron descartados más tarde ese año, el 6 de julio de 2015, dos días después del octavo aniversario de su desaparición, cuando el FBI determinó que la mujer de la foto no era Summers.

## Procesos judiciales
El 4 de diciembre de 2018, Kevin Donathan fue acusado de violación, pero no ha sido nombrado sospechoso de la desaparición de Summers. El 25 de febrero de 2020, Donathan, de 55 años, fue condenado a 35 años de prisión por cargos de violación y prostitución.

## Importancia cultural
Summers apareció en una sección del programa The Oprah Winfrey Show en octubre de 2009, junto con otras personas desaparecidas, como Sabrina Aisenberg y Jacob Wetterling, que desaparecieron en 1998 y 1989, respectivamente. Wetterling fue encontrado muerto en 2016.